# كراوترغيرشيم
كراوترغيرشيم (بالفرنسية: Krautergersheim)‏ هي بلدية تقع في إقليم الراين الأسفل من منطقة ألزاس في شمال شرق فرنسا. تبلغ مساحة هذه المدينة 6.37 (كم²)، يبلغ عدد سكانها 1613 نسمة حسب إحصاء المعهد الوطني للإحصاء والدراسات الاقتصادية سنة 2009 م. وترأس Joseph Lotz البلدية خلال فترة (2001 - 2008 - 2014).

## وصلات خارجية
- صفحة البلدية على موقع المعهد الوطني للإحصاء والدراسات الاقتصادية (بالفرنسية)